# 克什米尔米努草
克什米尔米努草（学名：Minuartia kashmirica）为石竹科米努草属的植物。分布于尼泊尔、阿富汗、印度以及中国大陆的西藏等地，目前尚未由人工引种栽培。